# إدي حداد
إدي حداد (20 فبراير 1928 – 14 أغسطس 1978) هو ملاكم كندي راحل، مثّل بلاده في الألعاب الأولمبية الصيفية 1948.

## روابط خارجية
إدي حداد على موقع أوليمبيديا (الإنجليزية)
- إدي حداد على موقع اللجنة الأولمبية الكندية (الإنجليزية)
- إدي حداد على موقع اتحاد ألعاب الكومنولث (مؤرشف) (الإنجليزية)
- إدي حداد على موقع قاعة مانيتوبا للمشاهير الرياضية (الإنجليزية)